# 화이트칼라

사무직 종사자들

화이트칼라(white-collar)는 땀과 기름에 젖지 않은 간접 생산 부문 노동자의 상징으로, 청결한 작업복 즉 흰 칼라의 셔츠이다. 작업복의 이미지로부터 온 간접 생산 부문의 노동자의 총칭이다. 화이트칼라라는 명칭은 편의적·상징적인 호칭으로 엄밀한 과학적 용어는 아니다.

## 개요
19세기에는 의심할 바 없고, 직접 생산에 종사하는 임금노동자가 양적으로나 질적으로 노동자계급의 중핵이었기 때문에 자본주의 사회가 산업자본주의 단계(자본주의가 본격적으로 확립되는 단계, 영국을 비롯한 구미 선진국에서는 19세기 후반)로부터 독점자본주의 단계(자본주의가 가장 발달한 단계, 선진국을 중심으로 한 세계의 자본주의는 20세기 초에 거의 이 단계에 들어섰다.)로 이행함에 따라 노동자계급의 구성에 새로운 변화가 생기기 시작하였다.
고도로 발달한 자본주의 국가에서는 직접 생산 부문에 비하여 간접 생산 부문이 급격히 비대해지고, 이 부문에 종사하는 사무노동자·서비스·판매노동자 등의 수적 비율이 현저하게 높아졌다. 이들은 간접 생산 부문의 노동자는 생산현장에서 일하는 직접 생산 노동자보다도 비교적 깨끗한 복장으로 일할 수 있고, 특히 유독 한국에선 수입·학력·사회적 지위 등에서 우월하다는 인식이 있다. 직접 생산 부문과 간접 생산 부문의 노동은 육체 노동과 정신 노동으로 대비되기도 하나, 현대의 직업들은 단순히 화이트와 블루로 구별되지 않는만큼 체계적이지 않은 구분법이다.

## 같이 보기
- 블루칼라
- 골드칼라
- 그레이칼라

## 참고 자료
- 이 문서에는 다음커뮤니케이션(현 카카오)에서 GFDL 또는 CC-SA 라이선스로 배포한 글로벌 세계대백과사전의 내용을 기초로 작성된 글이 포함되어 있습니다.